# Kazahfilm
Studioul de film „Șaken Aimanov” Kazahfilm (în kazahă Шәкен Айманов атындағы «Қазақфильм» киностудиясы; în rusă Казахфильм) este un studio de film din Kazahstan, situat în Almaty, Kazahstan.  Kazakhfilm este cel mai mare studio de film din Kazahstan.

## Istorie
Studioul de știri Alma-Ata a fost fondat în 1934. Din 1936,  au început să fie produse filme documentare la studioul de știri Alma-Ata. În 1938, a fost creat primul film kazah, Amangheldi, care a fost filmat la studioul Lenfilm. Filmul este dedicat evenimentelor care au avut loc în Kazahstan în 1916-1919. La ordinul țarului, kazahii sunt folosiți pentru lucrările de terasament pe frontul primului război mondial, lucru care duce la o revoltă a țăranilor - sharua. Amangheldi Imanov ajunge conducătorul revoltei. Filmul, cu sunet, a fost regizat de Moisei Levin.
Studioul de film Alma-Aty (filme de lung metraj) a fost organizat pe baza Rezoluției Consiliului Comisarilor Poporului din Republica Sovietică Socialistă Kazahă nr. 762 din 12 septembrie 1941. La 15 noiembrie 1941, studioul de film Alma-Ata a fuzionat cu studiourile de film Mosfilm și Lenfilm evacuate în Kazahstan din cauza celui de-al doilea război mondial.
La 9 ianuarie 1960, prin ordinul Ministerului Culturii al R.S.S. Kazahă, studioul de film Alma-Ata a fost redenumit ca studioul de film Kazahfilm.
În 1967, a început producerea de filme de animație în Kazahstan. Primul desen animat a fost filmul Pochemu u Lastochki Hvostik Rozhkami (De ce fluturașul are coadă și coarne mici), realizat de Amen Khaidarov. Studioul de film Kazahfilm a fost numit după Șaken Aimanov, regizor național remarcabil, în 1984.
În 2005, KazahFilm a lansat prima sa mare producție, Nomad, care a implicat investiții în tehnologie și talent în valoare de 37 de milioane de dolari. Acest lucru a stimulat industria cinematografică internă. Nomad a fost urmat de Mongol, (2007) un alt film epic cu buget mare. În ianuarie 2010, durata maximă a procesului de producție a unui film este redusă de la 6 la 2 ani.

## Producții

### Filmografie
Compania a realizat filme din 1961.
1. Ironiya lyubvi  (2010)
2. Rebirth Island  (2004)
3. Ompa  (1998)
4. The Asian  (1991)
5. Gibel Otrara  (1991)
6. The Last Stop  (1990)
7. Vlyublyonnaya rybka  (1990)  (TV)
8. Ainalaiyn  (1990)
9. Gamlet iz Suzaka, ili Mamaya Kero  (1990)
10. Manchzhurskiy variant  (1989)
11. Prikosnoveniye  (1989)
12. Woman of the Day  (1989)
13. Igla  (1988)
14. Balkon  (1988)
15. Desant  (1988)
16. Troye  (1988)
17. Voin  (1988)
18. Vyshe gor  (1988)
19. Neprofessionaly  (1987)
20. Snaypery  (1987)
21. Iskusstvo byt smirnym  (1987)
22. Kto ty, vsadnik?  (1987)
23. Skazka o prekrasnoy Aysulu  (1987)
24. Vyyti iz lesa na polyanu  (1987)
25. My Home on the Green Hills  (1986)
26. Wild Pigeon  (1986)
27. Boysya, vrag, devyatogo syna  (1986)
28. The Victims Have No Grievance  (1986)
29. Tayny madam Vong  (1986)
30. Troynoy pryzhok Pantery  (1986)
31. Turksib  (1986)
32. The Cheetah Comes Back  (1985)  (TV)
33. Leti, zhuravlik  (1985)
34. Sestra moya, Lyusya  (1985)  (TV)
35. Znay nashikh!  (1985)
36. Chelovecheskiy faktor  (1984)
37. Primite Adama!  (1984)
38. Sladkiy sok vnutri travy  (1984)
39. Voskresnye progulki  (1984)
40. God drakona  (1983)
41. Sultan Beybars  (1982)
42. Trizna  (1982)
43. Falconer  (1980)  (TV)
44. Gontsy speshat  (1980)
45. Kogda tebe dvenadzat let  (1979)
46. Pogonya v stepi  (1979) Vkus khleba  (1979)
47. Transsibirskiy ekspress  (1978)  (TV)
48. Leto v zooparke  (1977)
49. Moya lyubov na tretyem kurse  (1976)
50. Pritcha o lyubvi  (1976)
51. The Fierce One  (1974)
52. Pesn o Manshuk  (1974)
53. Konets atamana  (1973)
54. Shok and Sher  (1972)
55. Doroga v tysyachu verst  (1968)
56. Za nami Moskva  (1968)
57. Zvuchi tam-tam!  (1968)
58. Tam, gde tsvetut edelveysy  (1966)
59. Zemlya ottsov  (1966)
60. Menya zovut kozha  (1964)
61. Perekrestok  (1963)
62. Pesnya zovet  (1961)

### Desene animate
O listă de desene animate realizate de studio.
1. Pochemu u Lastochki Hvostik Rozhkami -  1967
2. Aksak-Kulan -  1968
3. Hvostik   -  1969
4. Medved' i Zayac  -  1969
5. Prevraschenie  -  1969
6. Kausar-Bulak   -  1970
7. Sbornik Mikromul'fil'mov N 1  -  1970
8. Shramy Starogo Erkena  -  1970
9. Zhavoronok -  1970
10. Golubaya Planeta -  1971
11. Hodzha-Nasyr - Stroitel -  1971
12. Lyubitel' Odinochestva  -  1971
13. Svyatoj Osel   -  1971
14. Tri Zhelaniya  -  1971
15. Tri Tankista   -  1972
16. Goluboj Kon'  -  1973
17. Hodzha-Nasyr - Bogohul'nik  -  1973
18. Mal'chik-Oduvanchik    1973
19. Volshebnaya Svirel -  1973
20. Derzhis', Rebyata! -  1974

### Studioul din Alma-Ata
- 1942 Flăcăul din orașul nostru (Парень из нашего города / Paren iz nașego goroda), regia Aleksandr Stolper
- 1945 Invazia (Нашествие / Nașestvie), regia Abram Room (ca A M Room)
- 1944 Pantofiorii țarinei (Черевички), film de operă, regia Mihail Șapiro și Nadejda Koșeverova
- 1948 Cornul de aur (Золотой рог / Zolotoi rog), regia Efim Aron
- 1960 Șeful de gară (Тишина / Tișina), regia Aleksandr Karpov
- 1962 Experiența primejdioasă (Сплав / Splav), regia Aleksandr Karpov